# Öjen, Småland
Öjen är en sjö i Lessebo kommun i Småland och ingår i Ronnebyåns huvudavrinningsområde. Sjöns area är 2,77 kvadratkilometer och den befinner sig 147 meter över havet. Vid provfiske har bland annat abborre, braxen, gädda och mört fångats i sjön.

## Delavrinningsområde
Öjen ingår i det delavrinningsområde (629566-146746) som SMHI kallar för Utloppet av Öjen. Medelhöjden är 180 meter över havet och ytan är 40,67 kvadratkilometer. Det finns ett avrinningsområde uppströms, och räknas det in blir den ackumulerade arean 94,38 kvadratkilometer. Fagerekeån som avvattnar avrinningsområdet har biflödesordning 3, vilket innebär att vattnet flödar genom totalt 3 vattendrag innan det når havet efter 83 kilometer. Avrinningsområdet består mestadels av skog (75 %). Avrinningsområdet har 3,35 kvadratkilometer vattenytor vilket ger det en sjöprocent på 7,8 %. Bebyggelsen i området täcker en yta av 1,95 kvadratkilometer eller 5 % av avrinningsområdet.

## Fisk
Vid provfiske har följande fisk fångats i sjön:
- Abborre
- Braxen
- Gädda
- Mört
- Sarv